# Glypta caliginosa
Glypta caliginosa là một loài tò vò trong họ Ichneumonidae.